# Psychotria homalosperma
Psychotria homalosperma är en måreväxtart som beskrevs av Asa Gray. Psychotria homalosperma ingår i släktet Psychotria och familjen måreväxter. Inga underarter finns listade i Catalogue of Life.